# DN1D
De DN1D (Drum Național 1D of Nationale weg 1D) is een weg in Roemenië. Hij loopt van Albești-Paleologu, een dorp tussen Ploiești en Mizil naar Urziceni. De weg is 42 kilometer lang. 